# Скок Микола Андрійович
Скок Микола Андрійович (13 грудня 1948, с. Корніїв Козелецького району Чернігівської області — 5 грудня 2016, м. Чернігів) — український педагог, Кандидат психологічних наук, Відмінник освіти України (2001). Заслужений працівник освіти України (2006).

## Життєпис
Народився 13 грудня 1948 року у с. Корніїв Козелецького району Чернігівської області. Закінчив факультет психології (1975), аспірантуру Ленінградського державного університету (1981).
1975—1977 — практичний психолог на заводі «Зірка» (м. Владивосток)
1981—1986 — старший викладач Далекосхідного державного університету (м. Владивосток)
1986—1988 — старший викладач Чернігівського державного педагогічного інституту ім. Т. Г. Шевченка
1988—1991 — працював у партійних органах Чернігівської області
1991—1993 — завідувач секції психології Чернігівського державного педагогічного університету ім. Т. Г. Шевченка.
З 1993 року обіймає посаду завідувача кафедри психології Чернігівського державного педагогічного університету ім. Т. Г. Шевченка.
Кандидат психологічних наук, захистив дисертацію «Поведінка керівника в ситуаціях прийняття рішення» (1981). Доцент (1991).
Член Товариства психологів СРСР (з 1975 року), Товариства психологів України (з 1991 року). Керівник Української асоціації організаційних психологів і психологів праці (з 2002 року).

## Нагороди
- медаль «За доблестный труд» (1970).

## Науковий доробок
Автор 30 наукових праць, зокрема:
- Социально-психологическое исследование поведения руководителя в процессе принятия решений// Психол. журнал. 1987. Т. 8. N 3. С. 66 — 78.
- «Тенденції змін ціннісних орієнтацій особистості деяких категорій населення» (1996);
- «Тенденції зміни ціннісних орієнтацій особистості» (1998);
- Дроздов О. Ю., Скок М. А. Проблеми агресивної поведінки особистості: Навчальний посібник. — Чернігів: ЧДПУ імені Т. Г. Шевченка, 2000. — 156 с.
- Махній М. М. Історія психологічної думки: навчальний посібник / М. М. Махній, М. А. Скок. — Чернігів: Чернігівський національний педагогічний університет імені Т. Г. Шевченка, 2010. — 256 с.[1]
- «Соціально-психологічні особливості поведінки керівника в процесі прийняття рішень» (2002);
- «Психологическое образование как фактор социализации личности» (2006).